# Ceratopsyche newae
Ceratopsyche newae är en nattsländeart som först beskrevs av Friedrich Anton Kolenati 1858.  Ceratopsyche newae ingår i släktet Ceratopsyche och familjen ryssjenattsländor. Utöver nominatformen finns också underarten C. n. fennica.